# 方氏云鳚
方氏云鳚（学名：Enedrias fangi）为辐鳍鱼纲鲈形目锦鳚科云鳚属的鱼类。在中国，分布于黄海、渤海等海域，一般生活于近海。该物种的模式产地在烟台。